# Rémi Oudin
Rémi Oudin (Châlons-en-Champagne, 18 november 1996) is een Frans voetballer die doorgaans speelt als vleugelspeler. In augustus 2023 verruilde hij Girondins de Bordeaux voor Lecce.

## Clubcarrière
Oudin speelde in de jeugdopleiding van Stade de Reims en maakte in het seizoen 2016/17 voor het eerst zijn opwachting in het eerste elftal van de club. Op 13 augustus 2016 speelde hij voor het eerst mee toen met 0–0 gelijkgespeeld werd op bezoek bij Valenciennes. Oudin begon als reservespeler aan de wedstrijd en mocht van coach Michel Der Zakarian na zevenenzestig minuten invallen voor Pablo Chavarría. Op 28 november 2016 speelde Stade de Reims in eigen huis tegen Chamois Niortais. Tijdens deze wedstrijd kwam Oudin voor de eerste maal tot scoren, toen hij tien minuten voor tijd tekende voor het enige doelpunt van de wedstrijd. In het seizoen 2017/18 werd Stade de Reims kampioen in de Ligue 2, waarmee promotie naar de Ligue 1 bereikt werd.
Oudin maakte in januari 2020 voor circa tien miljoen euro de overstap naar Girondins Bordeaux, waar hij zijn handtekening zette onder een verbintenis voor de duur van vierenhalf jaar. Met Bordeaux degradeerde hij na het seizoen 2021/22 naar de Ligue 2. Hierop vertrok hij op huurbasis naar Lecce, wat het jaar ervoor gepromoveerd was naar de Serie A. Na deze verhuurperiode werd hij voor circa een miljoen euro definitief overgenomen door Lecce. Sampdoria nam de Fransman in januari 2025 op huurbasis over voor de rest van het seizoen.

## Clubstatistieken
| Seizoen | Club               | Competitie | Competitie | Competitie | Beker | Beker | Internationaal | Internationaal | Totaal | Totaal |
| Seizoen | Club               | Competitie | Wed.       | Dlp.       | Wed.  | Dlp.  | Wed.           | Dlp.           | Wed.   | Dlp.   |
| ------- | ------------------ | ---------- | ---------- | ---------- | ----- | ----- | -------------- | -------------- | ------ | ------ |
| 2016/17 | Stade de Reims     | Ligue 2    | 24         | 4          | 3     | 1     | —              | —              | 27     | 5      |
| 2017/18 | Stade de Reims     | Ligue 2    | 24         | 7          | 3     | 1     | —              | —              | 27     | 8      |
| 2018/19 | Stade de Reims     | Ligue 1    | 37         | 10         | 3     | 2     | —              | —              | 40     | 12     |
| 2019/20 | Stade de Reims     | Ligue 1    | 18         | 3          | 3     | 0     | —              | —              | 21     | 3      |
| 2019/20 | Girondins Bordeaux | Ligue 1    | 8          | 0          | 1     | 0     | —              | —              | 9      | 0      |
| 2020/21 | Girondins Bordeaux | Ligue 1    | 38         | 4          | 1     | 0     | —              | —              | 39     | 4      |
| 2021/22 | Girondins Bordeaux | Ligue 1    | 33         | 4          | 0     | 0     | —              | —              | 33     | 4      |
| 2022/23 | → Lecce            | Serie A    | 31         | 3          | 0     | 0     | —              | —              | 31     | 3      |
| 2023/24 | Lecce              | Serie A    | 31         | 3          | 1     | 0     | —              | —              | 32     | 3      |
| 2024/25 | Lecce              | Serie A    | 11         | 0          | 2     | 0     | —              | —              | 13     | 0      |
| 2024/25 | → Sampdoria        | Serie B    | 13         | 1          | 0     | 0     | —              | —              | 13     | 1      |
| Totaal  | Totaal             | Totaal     | 268        | 39         | 16    | 4     | 0              | 0              | 284    | 43     |

Bijgewerkt op 20 juli 2025.

## Erelijst
| Ligue 2 | 1 | 2017/18 |